# Viola obtusa
Viola obtusa är en violväxtart som först beskrevs av Tomitaro Makino, och fick sitt nu gällande namn av Tomitaro Makino. Viola obtusa ingår i släktet violer, och familjen violväxter. Utöver nominatformen finns också underarten V. o. tsuifengensis.